# Barão de São Domingos
Barão de São Domingos é um título nobiliárquico criado por D. Luís I de Portugal, por Decreto de 11 de Maio de 1876, em favor de Domingos Monteiro Peixoto.
Titulares
1. Domingos Monteiro Peixoto, 1.º Barão de São Domingos.

Barão de São Domingos é um título nobiliárquico criado por D. Luís I de Portugal, por Decreto de 7 de Abril de 1889, em favor de António Luís Monteiro de Pina, que teve o título mudado para 1.º Barão de Alvoco da Serra.
Titulares
1. António Luís Monteiro de Pina, 1.º Barão de São Domingos, depois 1.º Barão de Alvoco da Serra.